# Primorielno praštevilo
Primorielno praštevilo (angleško primorial prime) je v matematiki praštevilo oblike:
{\displaystyle p_{n}\#\pm 1\!\,,}
kjer je pn# primoriela praštevila {\displaystyle p_{n}\,} – produkt prvih {\displaystyle n\,} praštevil.
Po tej definiciji:
- je pn# + 1 praštevilo za  n = 1, 2, 3, 4, 5, 11, 75, 171, 172, 384, 457, 616, 643, 1391, 1613, 2122, 2647, 2673, ... (OEIS A014545)
- je pn# − 1 praštevilo za n = 2, 3, 5, 6, 13, 24, 66, 68, 167, 287, 310, 352, 564, 590, 620, 849, 1552, 1849, ... (OEIS A057704)

Števila oblike {\displaystyle p_{n}\#+1\,}, ki niso nujno praštevila, se imenujejo Evklidova števila (OEIS A006862). Prva Evklidova števila, ki niso praštevila, so (OEIS A066576):
30031, 510511, 9699691, 223092871, 6469693231, 7420738134811, 304250263527211, 13082761331670031, ...
Prva skoraj primorielna praštevila so (OEIS A228486):
2, 3, 5, 7, 29, 31, 211, 2309, 2311, 30029, 200560490131, 304250263527209, 23768741896345550770650537601358309, ...

## Primorielna praštevila oblikepn# + 1
Prva primorielna praštevila oblike {\displaystyle p_{n}\#+1\,} so (OEIS A018239):
(2), 3, 7, 31, 211, 2311, 200560490131, ...
Prva praštevila za katera obstajajo primorielna praštevila oblike {\displaystyle p_{n}\#+1\,} (trenutno je znanih 22 takšnih praštevil) so (OEIS A005234):
2, 3, 5, 7, 11, 31, 379, 1019, 1021, 2657, 3229, 4547, 4787, 11549, 13649, 18523, 23801, 24029, 42209, 145823, 366439, 392113, ...
Število 2 je sicer najmanjše primorielno praštevilo. Pri tem velja, da je prazni produkt po dogovoru enak 1 in 0# + 1 = 1# + 1 = 2. Načeloma pa število 2 ni oblike {\displaystyle p_{n}\#+1\,}, ker število 1 ({\displaystyle p_{0}\,}) po definiciji ni niti praštevilo niti sestavljeno število.

## Primorielna praštevila oblikepn#−1
Prva primorielna praštevila oblike {\displaystyle p_{n}\#-1\,} so (OEIS A057705):
5, 29, 2309, 30029, 304250263527209, 23768741896345550770650537601358309, ...
Prva praštevila za katera obstajajo primorielna praštevila oblike {\displaystyle p_{n}\#-1\,} (trenutno je znanih 18 takšnih praštevil) so (OEIS A006794):
3, 5, 11, 13, 41, 89, 317, 337, 991, 1873, 2053, 2377, 4093, 4297, 4583, 6569, 13033, 15877, ...

## Največje znano primorielno praštevilo
Od 28. februarja 2012 je največje znano primorielno praštevilo 1098133# − 1 (n = 85586) s 476.311 števkami najdeno v projektu PrimeGrid.

## Število primorielnih praštevil
Evklidov dokaz o neskončnem številu praštevil velikokrat napačno tolmačijo z definicijo primorielnih praštevil v naslednjem smislu:
Naj so prva n zaporedna praštevila vključno s številom 2 edina, ki obstajajo. Če je pn# + 1 ali pn# − 1 primorielno praštevilo, pomeni, da obstajajo večja praštevila od n-tega praštevila (če nobeno ni praštevilo, tudi to dokazuje neskončno število praštevil, vendar manj neposredno. Vsako od teh dveh števil ima ostanek ali p − 1 ali 1, ko se deli z enim od prvih n praštevil, in zato ne more biti mnogokratnik nobenega od njiju).
Ni znano ali obstaja neskončno mnogo primorielnih praštevil, oziroma Evklidovih števil, ki so praštevila. 

## Neskončni verižni ulomek
Konstanti neskončnih verižnih ulomkov primorielnih praštevil obeh oblik sta:
{\displaystyle u_{p+}=[0;3,7,31,211,2311,200560490131,\ldots ]=0,318248165083\ldots \!\,,} (OEIS A248584),
{\displaystyle u_{p-}=[0;5,29,2309,30029,30425026352720,\ldots ]=0,198630157303\ldots \!\,,} (OEIS A248585).